# Neo soul
 (avril 2015).
Si vous disposez d'ouvrages ou d'articles de référence ou si vous connaissez des sites web de qualité traitant du thème abordé ici, merci de compléter l'article en donnant les références utiles à sa vérifiabilité et en les liant à la section « Notes et références ».
La neo soul (ou nu soul pour new urban soul) est un genre musical, et un terme générique pour désigner le courant soul moderne. Ce style musical est généralement un hybride de la musique soul des années 1970 avec des influences de jazz, funk, hip-hop et house music. Le terme est lancé par Kedar Massenburg des studios Motown à la fin des années 1990.
Le public neo soul est généralement considéré comme underground, préférant cette musique privilégiant la qualité, l'intensité musicale et émotionnelle au mouvement commercial dominant (RnB/pop, urban pop ou urban crossover). Certains musiciens qui ont créé ce qui est appelé neo soul préfèrent se dissocier eux-mêmes de cette étiquette, qui les enferment dans un genre spécifique. Certains de ces artistes se considèrent simplement comme des artistes de soul.

## Terminologie
Ce début du XXIe siècle est marqué par la résurgence d'une soul plus traditionnelle, dans la plus pure lignée de la soul des années 1960 et 1970, qui délaisse les travaux de producteurs de studio, en particulier les beats hip-hop et les samples, fréquents dans la neo soul, ainsi que les featurings de rappeurs, pour un son plus organique et enregistré à l'ancienne. Ainsi, l'utilisation du terme neo soul pour englober cette musique, bien que loin d'être rejetée, fait souvent l'objet de débats. Cette mouvance, qui ne porte pas d'appellation particulière, est incarnée par des artistes comme Meshell Ndegeocello, Sharon Jones, Nicole Willis, Donnie, Jacksoul ou encore Ricky Fanté et les beaucoup plus médiatiques Amy Winehouse et Joss Stone, même si depuis son deuxième album, son style est davantage un mélange de neo soul et de pop. Des artistes proches musicalement de cette tendance soul rétro s'illustrent dans un style plus pop, sorte de réactualisation de la Northern soul, à l'instar de Duffy ou Adele.
Parallèlement, des artistes comme Alice Russell, mêlent neo soul et sonorités electro (broken beat) pour donner ce qu'on appelle de la broken soul, et des artistes comme Ayọ, Patrice ou Aṣa réduisent à néant les frontières entre neo soul, reggae et autres musiques du monde. Le fait que certains artistes de jazz vocal comme Lizz Wright sont aussi parfois considérés comme faisant de la neo soul ne fait qu'ajouter à la confusion. De plus, dans certains cas, bien que cela reste très marginal, des artistes comme Ben Harper ou Keziah Jones, sont considérés très maladroitement comme tels, bien que leurs musiques possèdent de nombreux éléments de soul. Des artistes francophones comme Corneille ou Tété sont parfois assimilés au genre, le genre n'ayant que très peu de véritables représentants francophones.

## Histoire

### XXesiècle
Il est fait état que ce genre musical est né du travail de certains artistes de soul anglais comme Sade, elle fut fin des années 1980 avec son groupe, l'unique représentatrice d'un nouvel essor musical d'inspiration jazz-soul alors sous dominance new wave. Le son Sade, associé à des textes intimistes de qualités souvent "auto" biographiques, ont valu à son auteure-compositrice-interprète, Sade Adu d'acquérir rapidement le statut d'icône et le conserve aujourd'hui. Sont venus ensuite Neneh Cherry et Omar Lye-Fook, aussi bien que du groupe du chanteur Raphael Saadiq, Tony! Toni! Toné! au milieu des années 1990. Mais le terme ne commença à faire surface qu'après la sortie du premier album de Joi, Pendulum Vibe, qui contenait des éléments proches des arrangements musicaux des années 1970 avec des ajouts de rock.
Il refit surface avec la sortie par D'Angelo de son premier album Brown Sugar en 1995. Brown Sugar contient des éléments de soul dite classique, inspiré par des artistes comme Stevie Wonder et Donny Hathaway, ce qui n'était à l'époque pas chose courante dans les courants musicaux d'actualité. En 1995, le public put prendre connaissance du travail d'un duo nommé Groove Theory, composé de Amel Larrieux, la chanteuse et de Bryce Wilson. Une autre origine possible du mouvement neo soul est l'apparition et le développement de la scène acid jazz au Royaume-Uni au début des années 1990, avec des artistes comme Jamiroquai, The Brand New Heavies, Soul II Soul, Incognito et N'Dea Davenport.
En 1996, les chanteurs Maxwell et Eric Benét commencèrent tous deux leur carrière avec leur premier album respectivement intitulé Urban Hang Suite et True to Myself, propulsant le son nu-soul sur le devant de la scène. En 1997 Erykah Badu, artiste pour Motown Records, sortit son premier album, Baduizm. Le succès de cet album prépara le terrain pour le nouveau directeur de Motown Kedar Massenburg pour réorienter la direction d'une grande partie de la production musicale vers le style de Badu, qu'il baptisa neo soul. La première artiste utilisant ce courant musical issu de la soul à s'être fait découvrir du grand public fut Lauryn Hill, dont l'album The Miseducation of Lauryn Hill sorti en 1998 fut un succès à la fois commercialement et auprès des critiques, récoltant cinq Grammy Awards.
Après le succès phénoménal de Hill, un certain nombre d'autres artistes de nu-soul commencèrent à se placer en haut des charts, les plus connus étant Angie Stone, Musiq Soulchild, Jill Scott, Macy Gray, Goapele, India.Arie, Davina, Pru, Raphael Saadiq, Rahsaan Patterson, Alice Smith, Jazzyfatnastees, Adriana Evans, Ursula Rucker, Jaguar Wright, Rhian Benson et Martha Redbone.
Mais il est aussi possible de citer des artistes comme Lucy Pearl, Floetry, Glenn Lewis, Res, Anthony Hamilton, Bilal et Dwele, qui tous commencèrent alors à connaître un certain succès sur les radios R&B. En général, la neo soul reste principalement vendue dans les points de vente R&B, et diffusée dans les radio urban et les chaines télévisées noires comme TV One aux États-Unis. La plupart de ces artistes n'ont pas de grosses audiences et leur musique est généralement focalisée sur l'expression de l'artiste plutôt que sur un genre populaire comme la pop.
Lauryn Hill reste la plus connue et la plus sollicitée des artistes neo soul d'un point de vue commercial, notamment grâce à deux de ses titres : Everything Is Everything et Doo Wop (That Thing), qui sont bien plus orientés musicalement vers le hip hop, contenant parfois des vers de rap, que vers la neo soul. Hill est aussi largement connue grâce à son succès lors des Grammy de 1999. Alicia Keys, quant à elle, est aussi très connue, parce qu'elle a connu le plus gros succès commercial neo soul avec "Fallin'", qui ne contient pas de vers de rap et qui par conséquent, a réussi à traverser non seulement les frontières des charts de la pop, mais aussi ceux des musiques contemporaines plus « matures ».
À la fin des années 1990, Macy Gray sortit un single urban, pop intitulé "I try". Mais malgré quelques autres singles qui reçurent parfois du succès dans certains médias, Gray n'arriva jamais à reproduire les mêmes effets qu'avec "I try". Les franco-camerounaises Les Nubians sont les toutes premières artistes francophones à se lancer dans le genre.

### XXIesiècle
Les protégés de Wyclef Jean, City High sortirent avec succès deux singles dans les charts pop en 2001, "Caramel" et "What Would You Do", époque à laquelle il n'était plus exceptionnel d'écouter du hip hop sur les radios pop, comme cela l'était durant les premiers succès de Lauryn Hill. À cause de ceci, City High ne reçut pas la même reconnaissance que Hill obtenue trois années plus tôt, et depuis que les singles de City High furent plus rythmés et rapides que "Fallin'" de Keys et "I try" de Gray, ils ne réussirent plus à toucher ce public adulte et parfois underground qu'est le public neo soul.
D'autres artistes de neo soul sont à peine connus du public américain et doivent percer à l'échelle nationale malgré le fait qu'ils aient obtenu du succès auprès d'une audience urban et des radios affiliées à ce genre. Beaucoup ont aussi rencontré un franc succès sur les chaines musicales comme MTV2 et VH1 Soul. Certains, comme Maxwell, Erykah Badu et D'Angelo, sont un peu connus par le public américain pour avoir initié le genre neo soul et ce grâce aux acclamations des critiques, au bouche-à-oreille concernant leurs albums, et grâce à leurs apparitions dans les médias, comme la performance de D'Angelo sur VH1 avec Men Strike Back 2000 et le rôle de Badu dans le film Blues Brothers 2000.
La nouvelle génération, quant à elle, se compose d'artistes comme Alicia Keys, John Legend, Emily King, Chrisette Michele, Ledisi, Conya Doss, Julie Dexter, Laurnea, N'Dambi, Gaelle, Rachael Bell, Joy Denalane, Maya Azucena, Joy, Aya, Divine Brown, Angela Johnson, Tweet, Teedra Moses, Dwele, Amp Fiddler, Raheem DeVaughn, Kem et de la chanteuse Corinne Bailey Rae qui fut propulsée en haut des classements avec son premier album éponyme, lui permettant d'être nommée trois fois au Grammy.
À noter que le chanteur Remy Shand, qui sort en 2001 son album The Way I Feel, est non seulement l'un des premiers artistes blancs à être signé chez Motown mais aussi l'un des premiers à faire de la neo soul. En France, Sandy Cossett sort son album Au Bonheur, l'un des premiers albums français du genre après ceux des Nubians, en 2002, qui ne reste connu que des spécialistes.